# Навузардан
Навузардан, также Набузардан; Набузарадан; Навузарадан (др.-евр. נבוזראדן‬; по-вавилонски Nabûzeriddina = «[бог] Небо́ подарил потомство»; лат. Nabuzardan; Nebuzaradan), — начальник телохранителей вавилонского царя Навуходоносора II, сыгравший главную роль при разрушении иудейского Иерусалима в 587 году до н. э. Пророку Иеремии он предоставил полную свободу. Детально о его деятельности рассказывается в ветхозаветных текстах — книгах Царств и пророка Иеремии. Через пять лет после разгрома Иерусалима, он опять появился в Иудее и увёл группу иудеев в вавилонский плен (Иер. 52:30).

## Библейская история
Навузардан, начальник телохранителей Навуходоносора, после осады Иерусалима в 587 году до н. э. сжёг Иерусалимский храм, дворец царя и отвёл жителей в плен в 11-й год царствования Седекии (IV Цар. XXV, 8, Иер. XXXIX, 10). По приказанию Навуходоносора он озаботился защитой пророка Иеремии, который подвергался опасности погибнуть при взятии города (Иер. XXXIX, 11-14).
Он оставил в Иерусалиме только бедных, ничего не имевших у себя, а всех прочих вывел из разрушенного им города в Вавилонскую область, обильную полями и виноградниками.
Ему также было поручено разыскать главных виновников возмущения против Навуходоносора в царствование Седекии, которые перечислены в IV кн. Царств (IV Цар. XXV, 18, 19) и в кн. пр. Иеремии (Иер. LII, 24, 25), и отвести их в Ривлу, где в то время находился Навуходоносор. Навуходоносор предал их смерти вместе с сыновьями Седекии.

## В Талмуде
В аггаде Навузардан является типом преданного, исполнительного слуги. Посланный царём завоевать Иудею, он сражался, подобно льву, почему и назван был, согласно аггаде, «Ариох» (אריוך‬; «львиный»; Дан. 2:14, 15). Сам Навуходоносор не хотел подвергаться опасностям войны. Навузардан помнил о поражении Синаххериба (поход Санахериба в Иудею при царе Езекии) у стен Иерусалима (Санг., 95б), но не осмелился отказаться от царского поручения. В его обозе находилось 300 мулов, нагруженных железными топорами лучшего качества. Топоры эти, перед которыми не могло устоять обыкновенное железо, оказались бессильными у городских ворот и сломались, за исключением одного. Боясь судьбы Синаххериба, Навузардан был уже готов отступить, когда он услышал голос с неба: «Скакун и сын скакуна, о, не скачи! Ибо наступил день, когда святилище должно быть разрушено, а храм сожжён!». С единственным оставшимся топором Навузардан приступил к разрушению ворот Иерусалима, и они открылись перед ним и его войском.
Вступив в храм, он заметил на полу кипевшую кровь. Это была невинно пролитая кровь пророка Захарии (Зехарии), сына Иегоиады (2Пар., 24, 12). Узнав, что это кровь священника и жреца, убитого жителями Иерусалима за то, что он предсказал падение города, Навузардан велел привести старцев и юношей и убить их. Кровь их смешалась с кровью пророка, но последняя продолжала кипеть. Когда число погибших дошло до 940 000 (по другим источникам — до 80 000), Навузардан испугался и воскликнул: «Зехария, Зехария! Я убил самых лучших детей народа, не желаешь ли ты, чтобы я всех истребил?». Кровь убитого пророка успокоилась. Поражённый зрелищем, Навузардан сказал: «Если смерть одного из них была искуплена десятками тысяч, что же ждет меня?». Он оставил службу у Навуходоносора и принял иудаизм (Гит., 57б; Санг., 96б; в Иер. Таан., IV, 69а, б; в Pesik., изд. Бубера, 122а, и Koh. r., к 10, 4 ничего не говорится о его переходе в еврейство).